# 林埔祠
林埔祠，位于中国福建省大田县上京镇桂坑村，北宋熙宁三年（1070年）始建，清康熙十七年（1678年）重建，雍正九年（1731年）、道光十九年（1839年）、民国二十年数次修缮。该祠由前书院、祠前大空坪、门庭、半弧形围墙、墙内空坪、南北厢房、檐廊、正堂等组成；正堂面阔五间，抬梁穿斗混合结构，悬山顶。2009年11月16日公布为第七批福建省文物保护单位。